# وولووارتسی
وولووارتسی (به بلغاری: Volovartsi) یک منطقهٔ مسکونی در بلغارستان است که در شهرستان کاردژالی واقع شده‌است.